# Garçon! Kollege kommt gleich!
Garçon! Kollege kommt gleich! ist eine französische Beziehungskomödie von Claude Sautet aus dem Jahr 1983.

## Handlung
Alex war einst Stepptänzer und trat im Trio oder Duo auf. Später versuchte er sich als Unternehmer und scheiterte. Auch seine Ehe ging in die Brüche und erst jetzt hat er seine damaligen Schulden abbezahlt. Er arbeitet nun als Oberkellner in einem beliebten Pariser Restaurant. Seine große Wohnung teilt er sich mit seinem Kollegen Gilbert, der von seiner Frau getrennt lebt, sich jedoch aus Angst vor der Reaktion seiner Frau nicht zu seiner langjährigen Geliebten Marie-Pierre bekennen will, mit der er zwei Kinder hat. Alex ist mit der jungen Tänzerin Coline zusammen, die sich jedoch von ihm trennt, und hat eine Affäre mit der reich verheirateten Gloria, die er jedoch beenden will. Er träumt von den Frauen und davon, auf dem von seinem Vater geerbten Grundstück am Meer einen Vergnügungspark zu bauen.
Eines Tages trifft er Claire wieder, die er vor 17 Jahren auf einer Hochzeit gesehen hatte, bei der er noch als Tänzer aufgetreten war. Er ist sofort von ihr angetan, nimmt sie im Auto mit und beginnt, Englisch zu lernen, weil sie diese Sprache unterrichtet. Er erfährt, dass sie sich vor einem Jahr von ihrem Mann getrennt hat und auch ihre Folgebeziehung zu einem Brunnenbauer gerade in die Brüche gegangen ist. Alex trennt sich von Gloria, und er und Claire werden ein Paar. Claire zieht bei ihm ein, als Gilbert sich endlich zu Marie-Pierre bekennt, zu ihr zieht und auch seine Arbeitsstelle für eine bessere Anstellung als Oberkellner verlässt.
Alex verfolgt sein Ziel, den Vergnügungspark zu bauen, nun nachdrücklich. Er geht nach Brüssel, wo er bei Unternehmer Sangali Ausstellungsstücke für Vergnügungsparks kauft. Das Geld, eine Million Francs, leiht ihm Gloria, die ihm nach wie vor zugetan ist. Die Nacht in Brüssel verbringt Alex mit einer Frau, die für Sangali arbeitet. Zu Hause erwartet ihn Claire, die vermutet, dass er fremdgegangen ist. Sie selbst weiß jedoch, dass sie die Beziehung beenden wird, da ihr Brunnenbauer zu ihr zurückgekommen ist. Sie wird mit ihm gehen und Alex versteht sie. Er errichtet seinen Vergnügungspark und plant eine große Einweihung. Claire zieht bei ihm aus und Alex sucht nun einen Nachmieter für die Räume, die erst Gilbert und dann Claire bewohnt haben. Vor seiner Wohnungstür trifft er auf Coline, die inzwischen arbeitslos und schwanger ist. Er bietet ihr Claires Zimmer an und sie zieht bei ihm ein. Eine Beziehung wird sich daraus kaum ergeben, da Alex weiß, dass er nur bis zum Herbst in seiner Wohnung leben wird, und er Coline zudem zusammen mit dem jungen Tänzer Maurice sieht. Nun jedoch ist noch Sommer und Alex’ Vergnügungspark am Meer wird eröffnet und ein großer Erfolg. Mitten in das heitere Eröffnungstreiben bricht jedoch ein Sturzregen und alle Gäste flüchten sich lachend unter Pavillons.

## Produktion
Garçon! Kollege kommt gleich! war der elfte Spielfilm, bei dem Claude Sautet Regie führte. Der Film wurde unter anderem in Paris sowie am Plage des Sableaux in Noirmoutier-en-l’Île (Szenen um Alex’ Vergnügungspark) gedreht. Die Kostüme schuf Olga Pelletier, die Filmbauten stammen von Dominique André.
Das von Sautet und Jean-Loup Dabadie geschriebene Drehbuch war von Hauptdarsteller Yves Montand gegen den Willen des Regisseurs teilweise massiv verändert worden. Sautet bezeichnete den Film im Nachhinein als eher ungeliebtes Werk, so habe er das Gefühl gehabt, sich zu sehr zu wiederholen – mit Yves Montand hatte er beispielsweise bereits in César und Rosalie und Vincent, François, Paul und die anderen zusammengearbeitet – und kreativ in ein schwarzes Loch gefallen zu sein. Der Film lief am 9. November 1983 in den französischen Kinos an und kam am 10. August 1984 auch in die Kinos der Bundesrepublik. Garçon! Kollege kommt gleich! wurde mit 1,4 Millionen Kinobesuchern ein kommerzieller Misserfolg und fiel auch bei der Kritik durch. Erst fünf Jahre später erschien mit Einige Tage mit mir Sautets nächster Film.

## Synchronisation
| Rolle        | Darsteller       | Synchronsprecher  |
| ------------ | ---------------- | ----------------- |
| Alex         | Yves Montand     | Herbert Stass     |
| Gilbert      | Jacques Villeret | Andreas Mannkopff |
| Gloria       | Rosy Varte       | Bettina Schön     |
| Coline       | Dominique Laffin | Katja Nottke      |
| Marie-Pierre | Marie Dubois     | Uta Hallant       |
| Francis      | Bernard Fresson  | Wolfgang Völz     |
| Jeanette     | Annick Alane     | Barbara Adolph    |
| Maxime       | Nicolas Vogel    | Horst Schön       |

## Auszeichnungen
Beim César 1984 erhielt Garçon! Kollege kommt gleich! vier Nominierungen: in den Kategorien 
Bester Hauptdarsteller (Yvent Montand), Bester Nebendarsteller (zwei Nominierungen für Jacques Villeret und Bernard Fresson) und Bester Ton (eine Nominierung für Jacques Maumont und Pierre Lenoir).